# Nissan Almera
Nissan Almera – samochód klasy kompakt produkowany przez koncern Nissan Motors od 1995 do 2006 roku. Zastąpił model Sunny. Powstały dwie generacje tego modelu.

## Nissan Almera N15
Pierwsza generacja Almery została wprowadzona do produkcji pod koniec 1995 roku. Dostępna była w trzech wersjach nadwoziowych: dwa hatchbacki (trzydrzwiowy i pięciodrzwiowy) oraz sedan. Pod maską znajdował się jeden z trzech silników benzynowych o pojemności 1.4, 1.6 lub 2.0 w wersji GTI. Oferowany także był dwulitrowy wolnossący diesel.
W 1998 roku przeprowadzony został facelifting. Zmienione zostały reflektory, lampy tylne, a także zderzaki i osłona chłodnicy. Analogowy licznik przebiegu kilometrów został zastąpiony elektronicznym, zmieniono także przełączniki od świateł przeciwmgielnych oraz ramkę wokół tylnej rejestracji. Antenę zewnętrzną, tylko w wersjach hatchback, przeniesiono do tyłu na środek (poprzednio była nad przednim słupkiem od strony kierowcy). Zmiany dotyczyły także zawieszenia oraz elementów bezpieczeństwa. Silniki nie uległy zmianie.
Egzemplarze przeznaczone na rynek europejski były produkowane w Japonii. W rankingu bezawaryjności TÜV z 2007 roku, Nissan Almera N15 zajmuje 12. miejsce wśród aut 8-9 letnich, pokonując m.in. takich konkurentów jak Honda Civic, Mazda 323 czy Volkswagen Golf.

### Wersje wyposażenia
Auta od roku 1995 do 1998 (przed faceliftingiem)
- GX – podstawowa wersja wyposażenia
- GLX – wersja nieco bogatsza od powyższej,
- S – wersja średnia, zmieniono przedni zderzak oraz detale we wnętrzu,
- SR – wersja usportowiona, ważną zmianą były tarczowe hamulce na tylnych kołach (samochody SR sprzed faceliftingu miały nadal bębny hamulcowe). Pozostałe elementy mają nadać egzemplarzom w tej wersji nieco sportowego charakteru. Montowany był tylko silnik o pojemności 1.6 GA16DE o mocy 99 KM (w innych wersjach ten sam silnik miał 90 KM). Wyposażenie standardowe obejmowało m.in. w welurową tapicerkę oraz lepiej wyprofilowane fotele, takie same jak w wersji GTI, przednie lampy halogenowe oraz lotkę nad tylną klapą, w wersji 3d tylne boczki pod szybami również były pokryte tapicerką.
- SLX – teoretycznie najbogatsza wersja wyposażenia z tych nieusportowionych, pozbawiona jednak elementów charakterystycznych dla wersji SR (w standardzie). Jako jedyna wyposażona jest w podłokietnik na tylnej kanapie.
- X1R - wersja na rynek japoński z silnikiem 1.6 GA16DE ze zmienną fazą na wałku ssącym NCVS taki sam jak w Nissanie Sentra na rynek USA (tam 115KM). Wersje z tym silnikiem występowały po faceliftingu i osiągały największą moc silnika GA16DE równą 120KM oraz 145Nm.
- GTI – wersja wyposażona w silnik o pojemności 2.0 (SR20DE). Charakterystyczne dla wersji GTI jest fabrycznie obniżone zawieszenie, dokładka pod przednim zderzakiem, a w wersjach po 1998 roku (po faceliftingu) przyciemnione lampy przednie. Z zewnątrz wersja bardzo podobna do wersji SR (taki sam zderzak tylko ze wspomnianą wcześniej dokładką, lotka na tylnej klapie i przednie halogeny). W środku, podobnie jak w wersji SR, znajdziemy lepiej wyprofilowane fotele pokryte welurową tapicerką oraz dodatkowo białe tarcze zegarów.

Często można spotkać wersje Magic, Motion oraz Emotion. Określenia te zastąpiły wyżej wymienione nazewnictwo w modelach po liftingu, w końcowej fazie produkcji. Trudno określić czym się charakteryzowały. Jedynie nazwa szczytowej wersji GTI pozostała bez zmian. Były również wersje skandynawskie z wycieraczkami przednich reflektorów oraz podgrzewanymi przednimi fotelami.

### Wady fabryczne
Auta od roku 1995 do 1998 (przed faceliftingiem)
W Nissanach ww. okresie produkcji występowała wada fabryczna pracy obrotomierza, pokazywał on fałszywy pomiar obrotów lub nie pracował w ogóle. W wersjach po liftingu ów problem usunięto.

### Osiągi

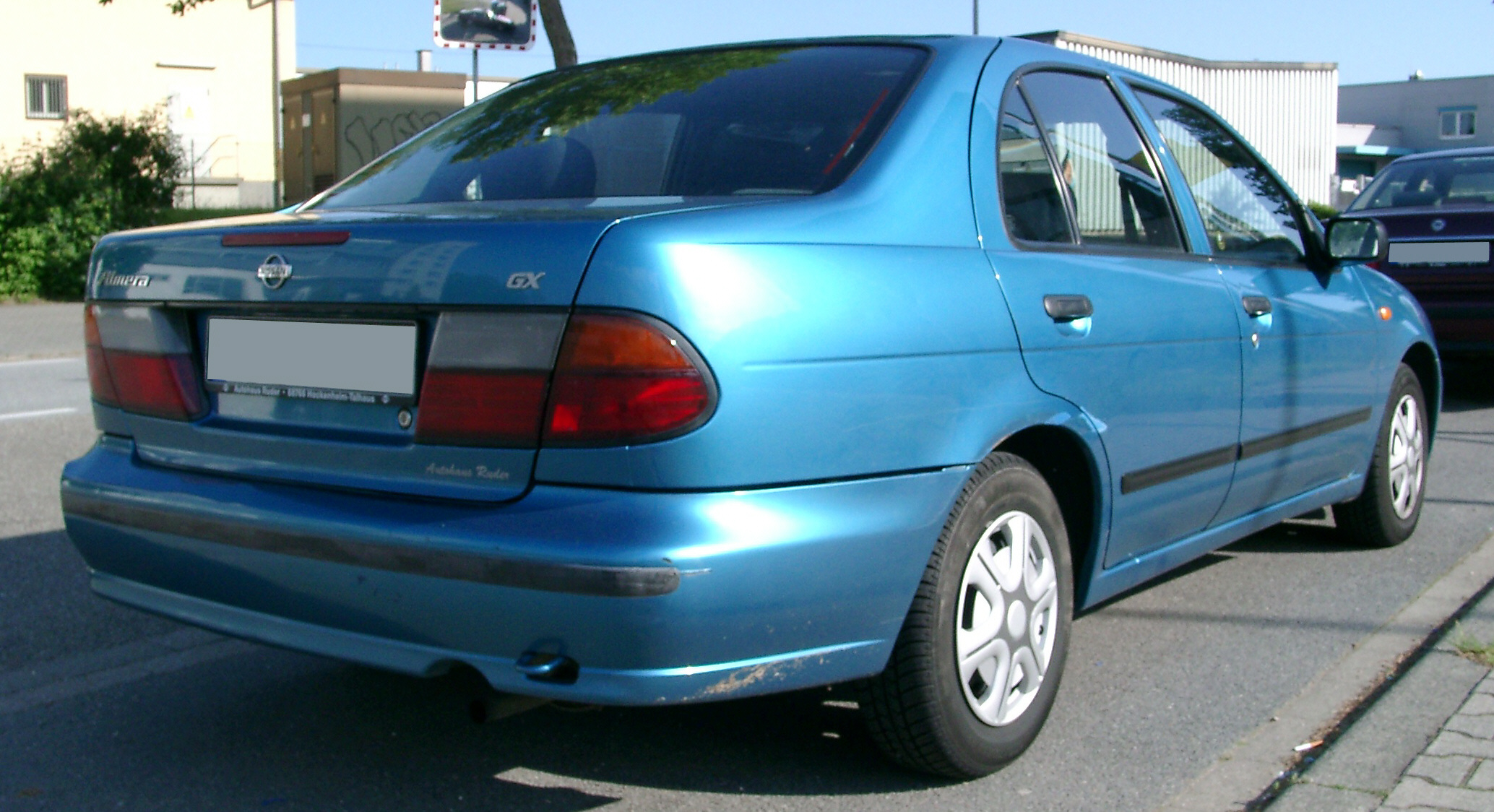
Nissan Almera N15 sedan 4D

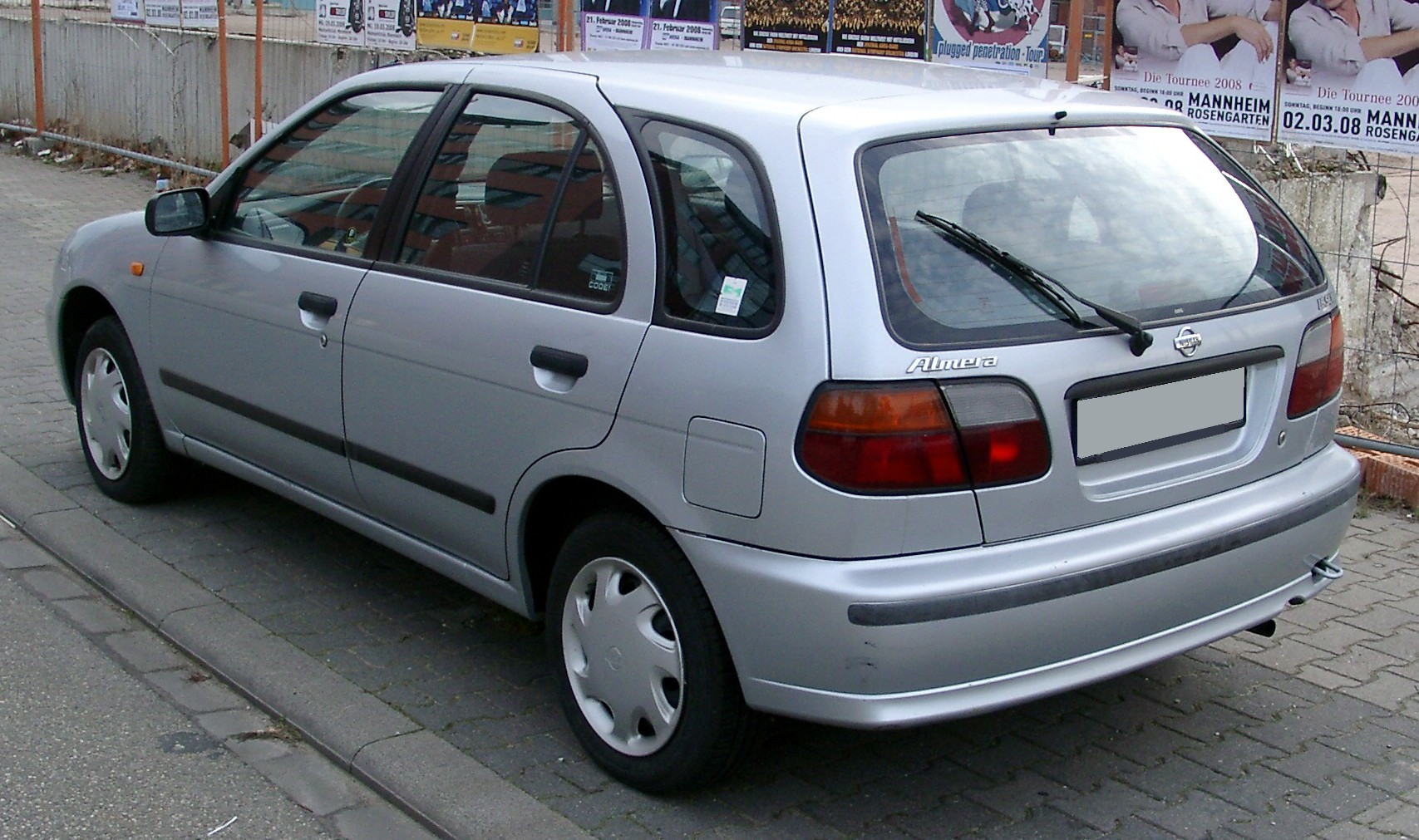
Nissan Almera N15 hatchback 5D

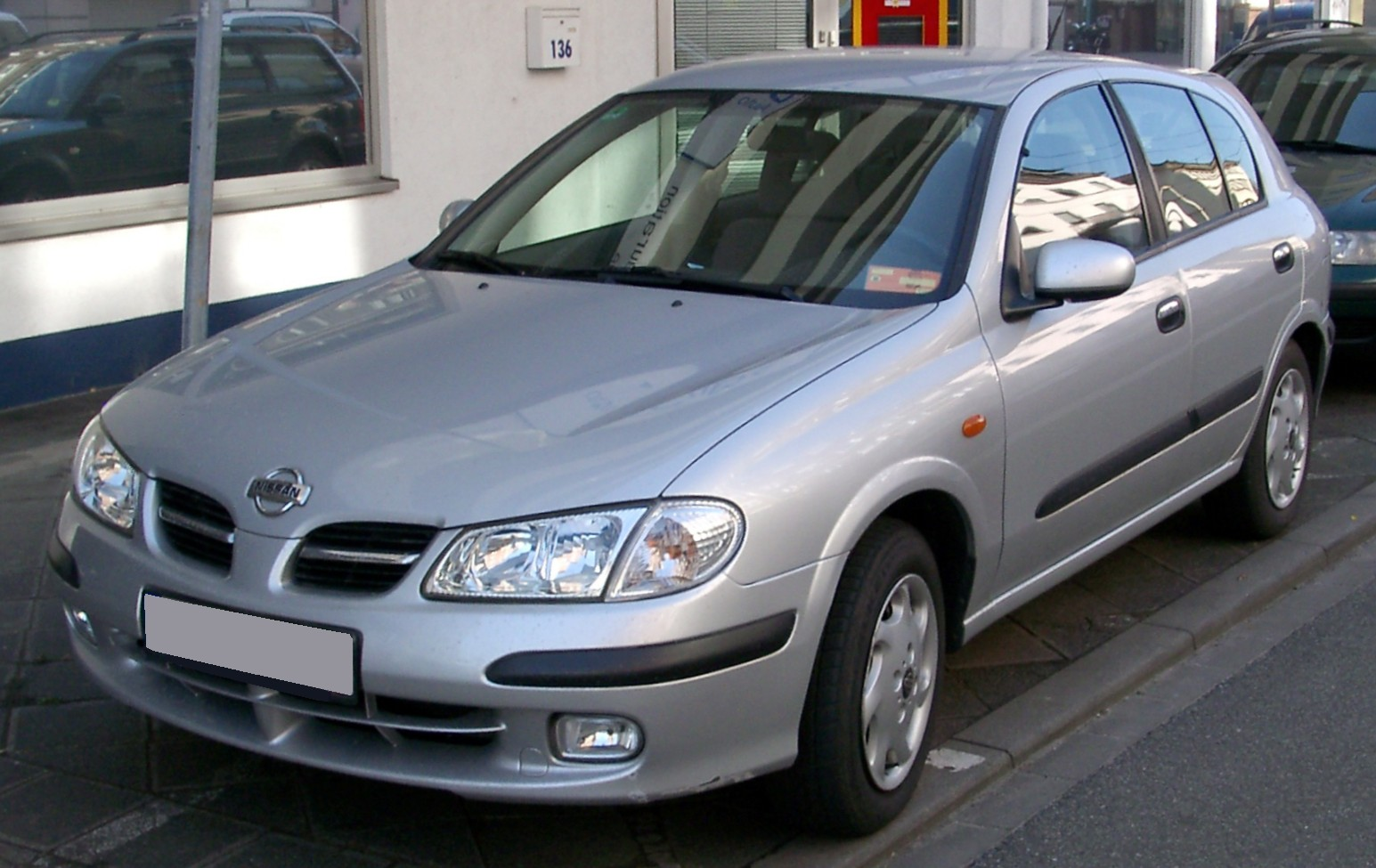
Nissan Almera 5D przed liftingiem

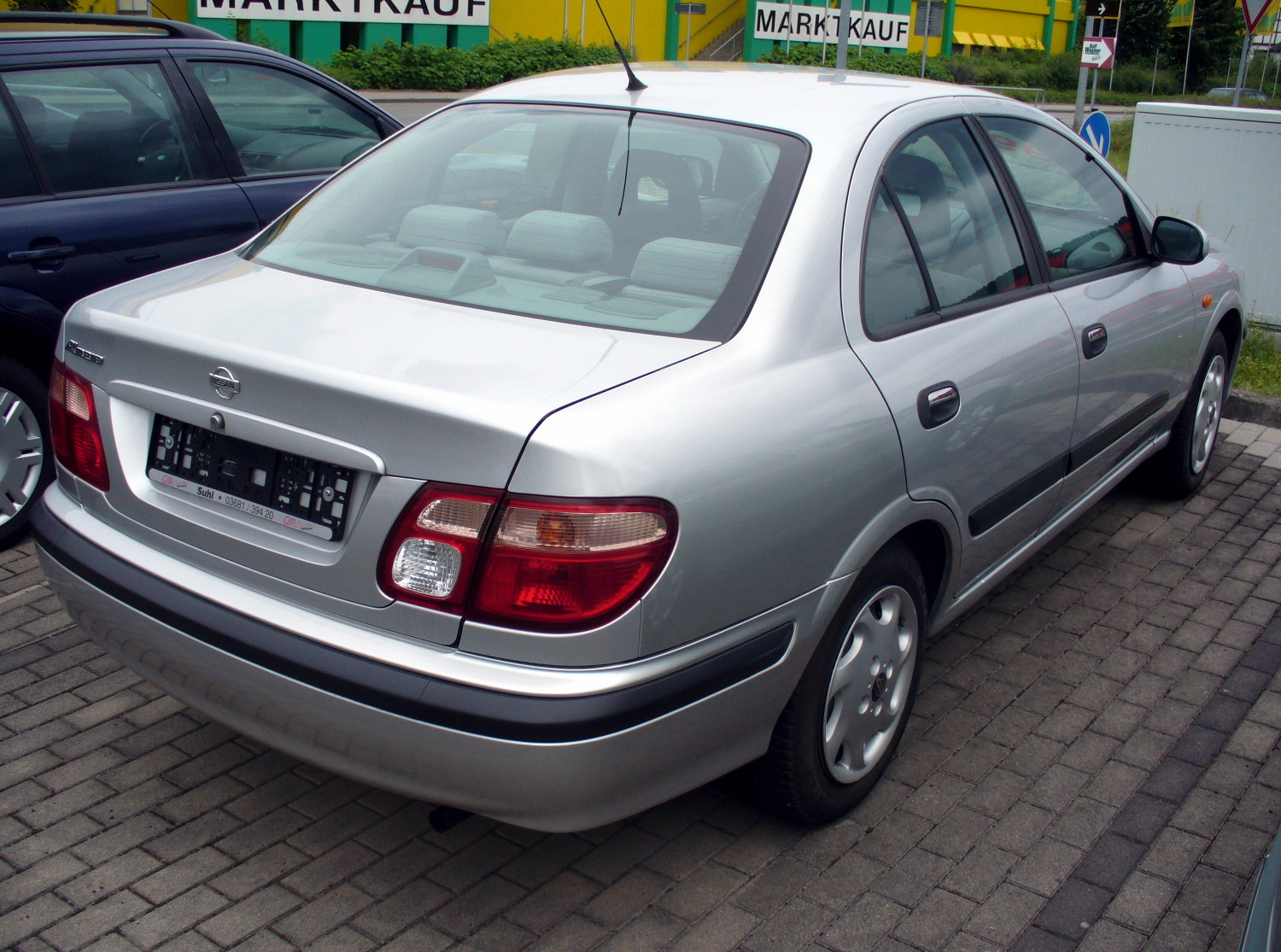
Nissan Almera N16 sedan

| Silnik  | Moc maksymalna KM przy obr./min | Maks. moment obrotowy Nm przy obr./min | Przyśpieszenie (0-100 km/h) | Prędkość maksymalna | Średnie zużycie paliwa na 100 km |
| ------- | ------------------------------- | -------------------------------------- | --------------------------- | ------------------- | -------------------------------- |
| 1.4 16V | 87/6000                         | 116/4000                               | 12,6 s                      | 172 km/h            | 6,9 l                            |
| 1.6 16V | 90/6000                         | 136/4000                               | 11,1 s                      | 182 km/h            | 7,1 l                            |
| 1.6 16V | 100/6000                        | 136/4000                               | 11 s                        | 190 km/h            | 7,3 l                            |
| 2.0 16V | 143/6400                        | 178/4800                               | 8,2 s                       | 210 km/h            | 8,4 l                            |
| 2.0 D   | 75/4800                         | 132/2800                               | 16,8 s                      | 156 km/h            | 6,1 l                            |

Ciekawostka: W Japonii i Australii sprzedawana była wersja o nazwie Pulsar SR-V. Była to wersja wyposażona w napęd na cztery koła, automatyczną skrzynię biegów i silnik 1.5 (GA15DE, 105KM (77kW)/6000rpm). Wizualnie od innych modeli różniły je relingi dachowe, "pushbar", dodatkowe boczne osłony plastikowe. Poza tym nie różniła się niczym od zwykłych wersji.

## Nissan Almera N16
Następca modelu N15, Almera N16, został wprowadzony na rynek w 2000 roku. Był dostępny w tych samych wersjach nadwoziowych co poprzednik. Od początku Almerę N16 sprzedawano z dwoma motorami benzynowymi - 1.5 (90 KM) i 1.8 (114 KM) oraz turbodieslem z bezpośrednim wtryskiem 2.2 (110 KM). Jesienią 2002 roku Almera przeszła modernizację, w ramach której unowocześniono zawieszenie oraz odświeżono wygląd nadwozia (m.in. nowe lampy z przodu i z tyłu) oraz wnętrza. Poprawieniu uległy też parametry benzynowego silnika 1.5 (od 2003 roku ma 98 KM mocy) oraz silnika 1.8 (od 2003 roku ma 116 KM mocy). Do oferty wprowadzono silnik Diesla pochodzący z oferty Renault – 1.5 dCi o mocy 82KM. Przez pierwsze miesiące po modernizacji montowany był w dalszym ciągu silnik Diesla konstrukcji Nissana 2.2 Di o mocy 110 KM. W późniejszym okresie został on zastąpiony przez zmodyfikowaną wersję (2.2 dCi) o mocy 112 KM oraz mocniejszy wariant tego silnika o mocy 136 KM oferowany z 6-biegową skrzynią biegów. Oba nowe silniki wyposażone były w system Common rail. Egzemplarze przeznaczone na rynek europejski były produkowane w brytyjskich zakładach Nissana (poza niewielką serią sedanów z początków produkcji).

### Wersje wyposażenia
- Visia - podstawowy wariant wyposażenia
- Acenta - bogatsza od Visia, posiadała m.in. komputer pokładowy
- Tekna - najbogatsza wersja wyposażenia

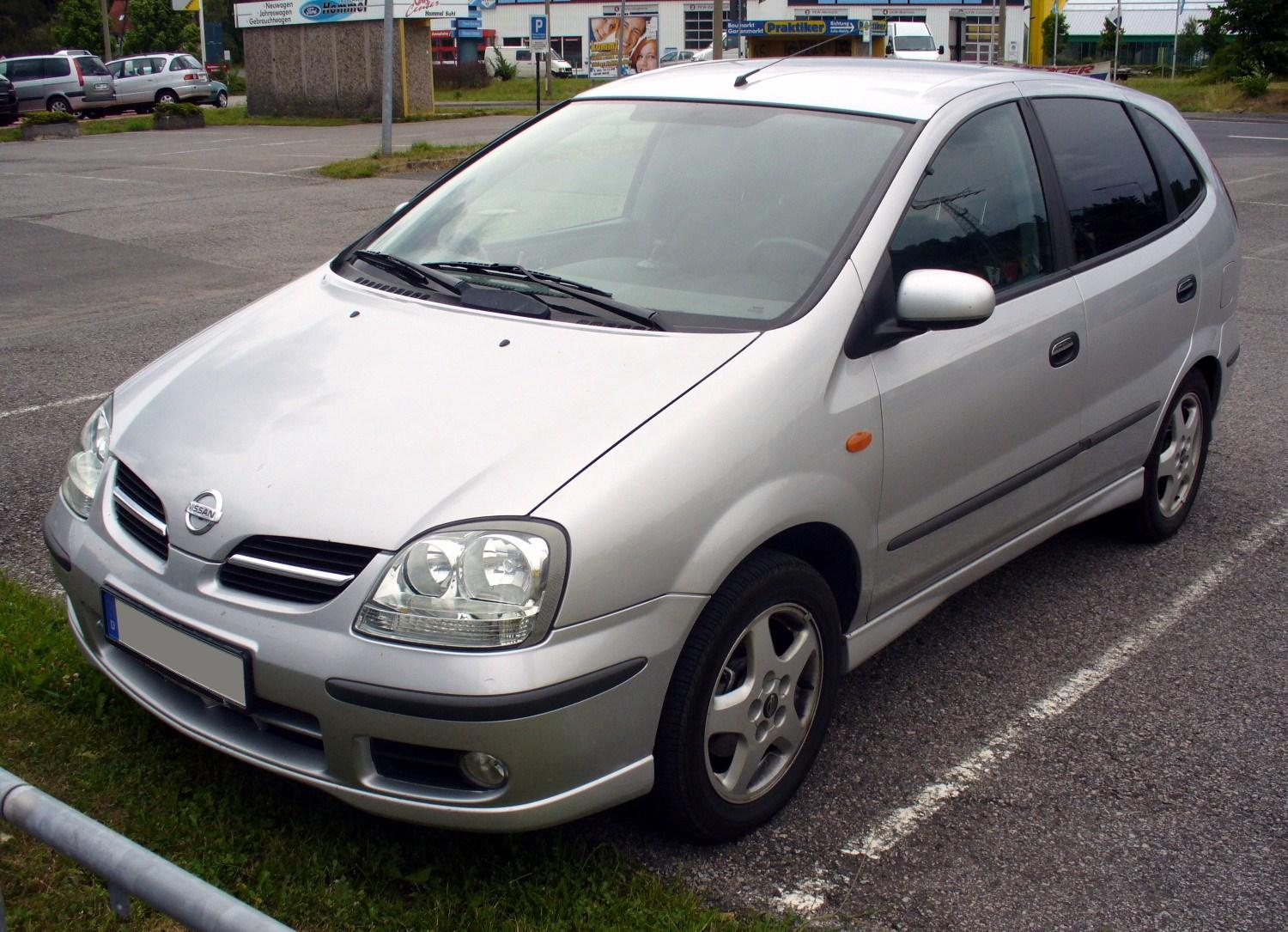
Nissan Almera Tino

### Almera Tino
Na bazie Almery N16 został skonstruowany kompaktowy minivan. Produkcja auta odbywała się w Hiszpanii i trwała od 2000 do 2006 roku. Wnętrze Almery Tino może pomieścić pięć osób na pięciu osobnych fotelach. Pojemność bagażnika wynosi od 440 do 2000l w zależności od konfiguracji foteli drugiego rzędu. W samochodzie montowane były silniki benzynowe 1.5 16V (90 KM), 1.8 16V (114 KM – po 2003 roku 116 KM) oraz 2.0 16V (136 KM), a także diesle 2.2 16V Di oraz dCi (114 i 136 KM). Silniki 1.5, 1.8 oraz słabsza wersja diesla 2.2 wyposażone były w 5-biegową manualną skrzynię biegów. Wersja 1.8 mogła być opcjonalnie wyposażona w 4-biegowy automat. Natomiast benzynowy silnik 2.0 sprzedawany był wyłącznie z bezstopniową skrzynią automatyczną CVT. Almera Tino konkurowała z takimi autami jak Citroën Xsara Picasso, Opel Zafira, czy Renault Scénic. Odmiana Tino nie ma bezpośredniego następcy, w pewnym stopniu jednak została zastąpiona przez Nissana Note, który jednak jest samochodem o klasę mniejszym.

### Awaryjność
W rankingu bezawaryjności TÜV z 2007 roku, Nissan Almera zajmuje 56. (auta 2-3 letnie) i 33. (auta 4-5 letnie) miejsca. Natomiast w tym samym rankingu z roku 2006 zajmuje wśród aut 2-3 letnich 25. miejsce oraz 12. miejsce wśród aut 4-5 letnich.
Almera N16 bywa krytykowany za wyższą - w porównaniu z poprzednikiem - awaryjność. Samochód trapiło wiele standardowych problemów - korozja klapy bagażnika, problemy z czujnikiem położenia wału korbowego, spalanie oleju silnikowego przy dużych przebiegach (w modelach z silnikiem benzynowym), wypalanie luster reflektorów (model po 2002 roku). Problem przepalających się lamp został częściowo rozwiązany przez producenta. Autoryzowane Stacje Obsługi prowadzą akcję serwisową, w ramach której bezpłatnie wymieniane są reflektory. Analogiczną akcję prowadzono dla czujnika położenia wału korbowego. Spadek bezawaryjności ma swoje odbicie zarówno w rankingach TÜV jak i w opiniach wyrażanych przez użytkowników na forach internetowych. Za szczególnie problematyczną bywa uważana Almera po zmianach przeprowadzonych w 2003 roku.

### Osiągi
| Silnik         | Moc maksymalna KM przy obr./min | Maks. moment obrotowy Nm przy obr./min | Przyśpieszenie (0-100 km/h) | Prędkość maksymalna | Średnie zużycie paliwa na 100 km |
| -------------- | ------------------------------- | -------------------------------------- | --------------------------- | ------------------- | -------------------------------- |
| 1.5 16V        | 90/5600                         | 128/2800                               | 13,8 s                      | 173 km/h            | 6,6 l                            |
| 1.5 16V        | 98/6000                         | 136/4000                               | 13,1 s                      | 177 km/h            | 6,6 l                            |
| 1.8 16V        | 116/5600                        | 163/4000                               | 10,8 s                      | 186 km/h            | 8,5 l                            |
| 1.5 dCi        | 82/4000                         | 185/2000                               | 14,5 s                      | 168 km/h            | 4,9 l                            |
| 2.2 Di 16V     | 110/4000                        | 238/2000                               | 12,3 s                      | 185 km/h            | 5,7 l                            |
| 2.2 dCi 16V    | 112/4000                        | 248/2000                               | 11,4 s                      | 187 km/h            | 5,9 l                            |
| 2.2 dCi 16V    | 136/4000                        | 304/2000                               | 9,2 s                       | 200 km/h            | 5,9 l                            |
| Almera Tino    |                                 |                                        |                             |                     |                                  |
| 1.5 16V        | 90/5600                         | 128/2800                               | 14,1 s                      | 164 km/h            | 7,2 l                            |
| 1.8 16V        | 114/5600                        | 158/2800                               | 12,7 s                      | 173 km/h            | 7,8 l                            |
| 2.0 16V CVT    | 136/5800                        | 175/4800                               | 12,6 s                      | 180 km/h            | 9,3 l                            |
| 2.2 Di/dci 16V | 114/4000                        | 235/2000                               | 12,5 s                      | 180 km/h            | 6,4 l                            |
| 2.2 dci 16V    | 136/4000                        | 304/2000                               | 10,5 s                      | 187 km/h            | 6,6 l                            |